# 个人网站
个人网站是指由个人或团体、工作室（一般不超过3人）根据自己的兴趣爱好或价值取向，为了展示自我、与人交流，以非盈利为目的（有的个人网站会植入广告）而在网络上建立的供其他人浏览的网站。在 WWW 剛開始流行的時候，這些個人網站的版面編排與設計構思，多出自架站者本身。也正因為如此，這些小網站之間的設計風格差異相當明顯。
就內容而言，此時期個人網站所提供的，多半是純文字或圖片等靜態資訊，而就網站的性質來說，則以教學或特定主題（如歷史、古典文學、電玩、旅遊記錄等）的站台為多數。然而，經過多年的發展，這些早期的個人網站，亦不乏轉型為商業網站的例子。
直到動態網頁、網頁應用程式及資料庫等技術崛起之後，這些個人網站之間的設計風格差異，便開始減少，取而代之的是另一種互動式的網站使用經驗。因為在此階段已經有許多現成的網頁應用程式套件陸續問世，增加了網站架設的便利性。目前的個人網站，仍有許多以論壇或網誌 (Blog) 的形式出現。

## 網頁應用程式套件
從較早期的留言板；到中後期的入口網站（Portal，像是PHP-Nuke）、論壇、網誌（Blog）、相簿；再到最近才開始成熟的內容管理系統（英文簡稱 CMS。Mediawiki 可歸為此類），皆可稱作網頁應用程式套件。